# Serrodes
Serrodes is een geslacht van vlinders van de familie spinneruilen (Erebidae), uit de onderfamilie Calpinae.

## Soorten
- S. caesia Warren, 1915
- S. campana Guenée, 1852
- S. curvilinea Prout, 1921
- S. flavitincta Hampson, 1926
- S. malgassica Viette, 1972
- S. mediopallens Prout, 1924
- S. partita (Fabricius, 1775)
- S. subumbra Bethune-Baker, 1906
- S. trispila (Mabille, 1890)
- S. villosipeda Strand, 1910